# Guadalupe Ridge Trail
Le Guadalupe Ridge Trail est un sentier de randonnée américain dans le comté d'Eddy, au Nouveau-Mexique, et le comté de Hudspeth, au Texas. Classé National Recreation Trail depuis 2018, il est long de 100 milles. Son extrémité nord se situe sur la bordure du parc national des grottes de Carlsbad à l'ouest de Whites City ; son extrémité sud au pic Guadalupe, dans le parc national des Guadalupe Mountains. Il recouvre plusieurs itinéraires plus courts, parmi lesquels, du nord au sud, le Permian Reef Trail, le McKittrick Canyon Trail et le Guadalupe Peak Trail. Ce faisant, il traverse à l'occasion la Guadalupe Mountains Wilderness.